# Буше де Перт, Жак
Жак Буше де Кревкёр де Перт (фр. Jacques Boucher de Crèvecœur de Perthes; 10 сентября 1788, Ретель — 5 августа 1868, Абвиль) — французский естествоиспытатель, стоявший у истоков научной археологии.

## Биография
Жак Буше де Кревкёр де Перт родился в северо-французском городке Ретель в 1788 году. Его отец Жюль-Арман-Гийом Буше де Кревкёр, финансист из дворян, разбогател во время правления Наполеона, которого он знал, когда тот был ещё в безвестности. Отец возглавлял таможню в Абвиле. Его сын Буше де Перт в 14 лет стал работать в офисе отца, а в 1805 году юношу устроили на службу в бюро М. Брака, директора Марсельской таможни, который был шурином Жоржа Кювье.
После восстановления старого порядка работал таможенником в родном городе Абвиль, где и остался до конца жизни. Принимал участие в создании местного музея. Узнал от своего приятеля молодого доктора Казимира Пикара (Casimir Picard) о начавшихся в 1832 году находках в каменоломнях Средней Соммы кремнёвых изделий и костей ископаемых животных. Пикар имел широкие естественнонаучные интересы, изучал стратиграфию долины Соммы и речные террасы, но его открытия были прерваны его ранней смертью в 1841 году.
Работы Пикара ещё при его жизни принял, а после смерти продолжил Буше. В 1837 году в речных отложениях на берегу реки Соммы обнаружил останки вымерших животных вместе с обработанными человеком каменными орудиями, а именно обитые камни. В 1838 году были выставлены его находки, а в следующем году он повёз их в Париж и показал академикам-геологам встретив общее недоверие. Его называли дилетантом — любителем древностей, который ничего не понимает в науке, обвиняли в подделке каменных орудий, призывали осудить книгу де Перта хотя бы уже потому, что она противоречила церковному учению о сотворении человека.
В 1847 году он выпустил книгу «Кельтские и допотопные древности» (Antiquités celtiques et antédiluviennes), и в 1860 — «Допотопный человек и его труды» (De l’Homme antédiluvien et de ses œuvres). Пришёл к выводу, что возраст человека на Земле гораздо древнее, чем представляет традиционная библейская хронология.

Идеи Буше де Перта в конечном итоге нашли поддержку у английских геологов Чарлза Лайеля и Джозефа Престуича (Joseph Prestwich). Они посетили долину реки Соммы, исследовали район, где были найдены обработанные кремни, тщательно изучили его коллекцию и пришли к выводу, что найденные камни действительно представляют собой орудия доисторических людей, живших когда-то на Сомме. Именно книга Лайеля «Геологические доказательства древности человека», изданная в Лондоне в 1863 году, заставила замолчать противников Буше де Перта. Однако критики стали утверждать, что он собственно, не открыл ничего нового, что каменные орудия доисторического человека находили уже давно. Лайель ответил на эти высказывания таким образом: «Когда бы наука ни открыла что-нибудь важное, вначале всегда говорят, что это противоречит религии, а потом вдруг оказывается, что это уже давно известно». 

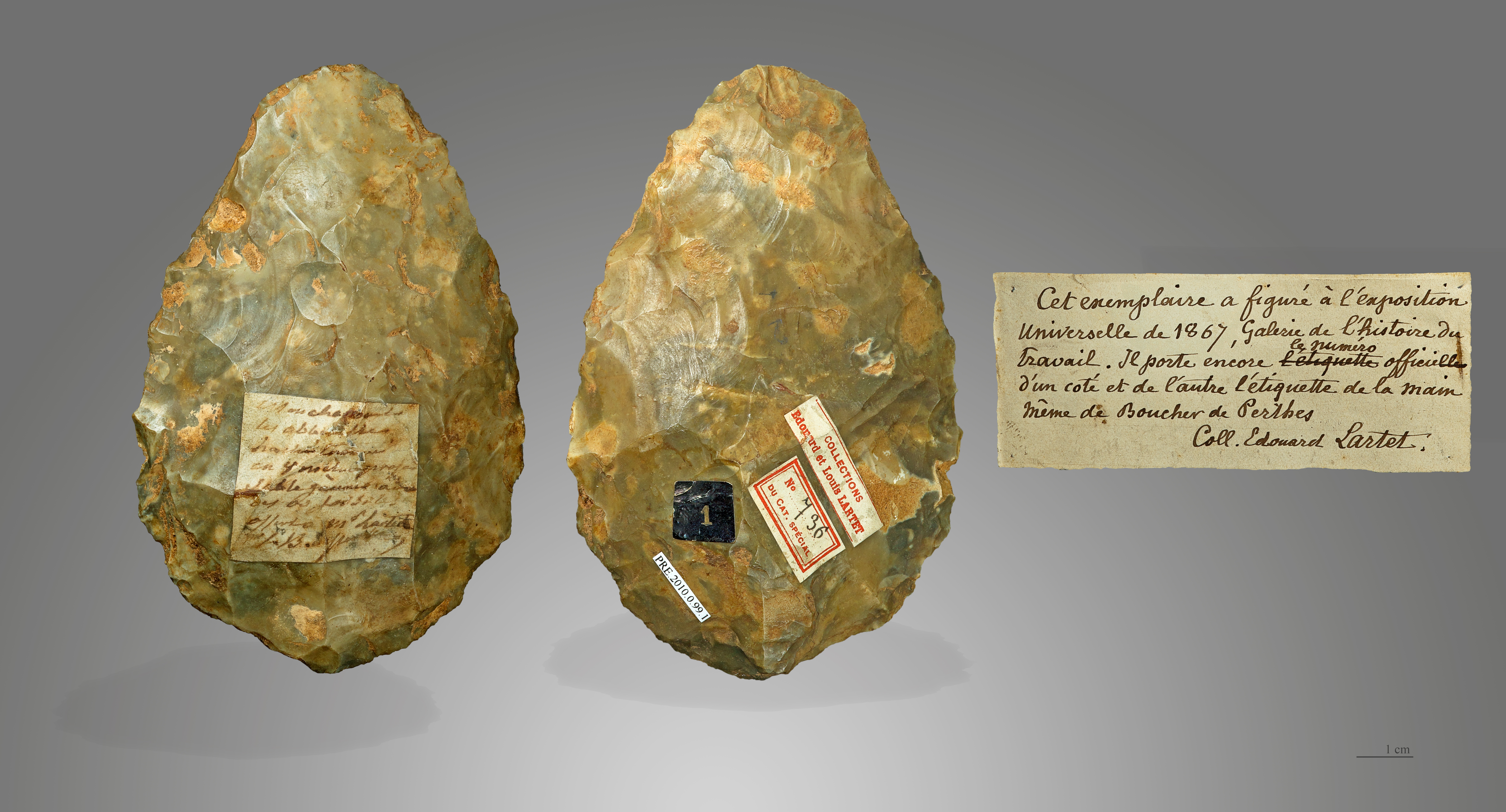
Каменный топор из Маншкур-лез-Абвиль, выставленный на Всемирной выставке 1867 года.

Правоту и заслуги Буше де Перта признал Наполеон III, который в 1862 году предложил ему поместить его коллекции в новооткрытый Национальный археологический музей в Сен-Жерменском дворце, а в 1863 году пожаловал ему орден Почётного легиона. Последующие находки подтвердили выводы Буше де Перта; он считается основоположником археологии, прежде всего археологии каменного века. Своими книгами он привлёк внимание к проблеме происхождения человека. С уважением о Буше де Перте отозвался Ч. Дарвин в своей книге «Происхождение человека и половой подбор» (1871—1896): «Глубокая древность человека была в новейшее время доказана работами целого ряда авторитетов, начиная с Буше, а этот факт составляет необходимую основу для верного понимания происхождения человека». Сочинял также Буше де Перт музыку, прозу, стихи и пьесы. Также он описал свои путешествия, в том числе и в Россию. В романе «Путешествие к центру Земли» Жюль Верн упоминает Буше де Перта после того, как герои нашли «допотопные» человеческие головы на пляже недалеко от центра Земли.

## Память

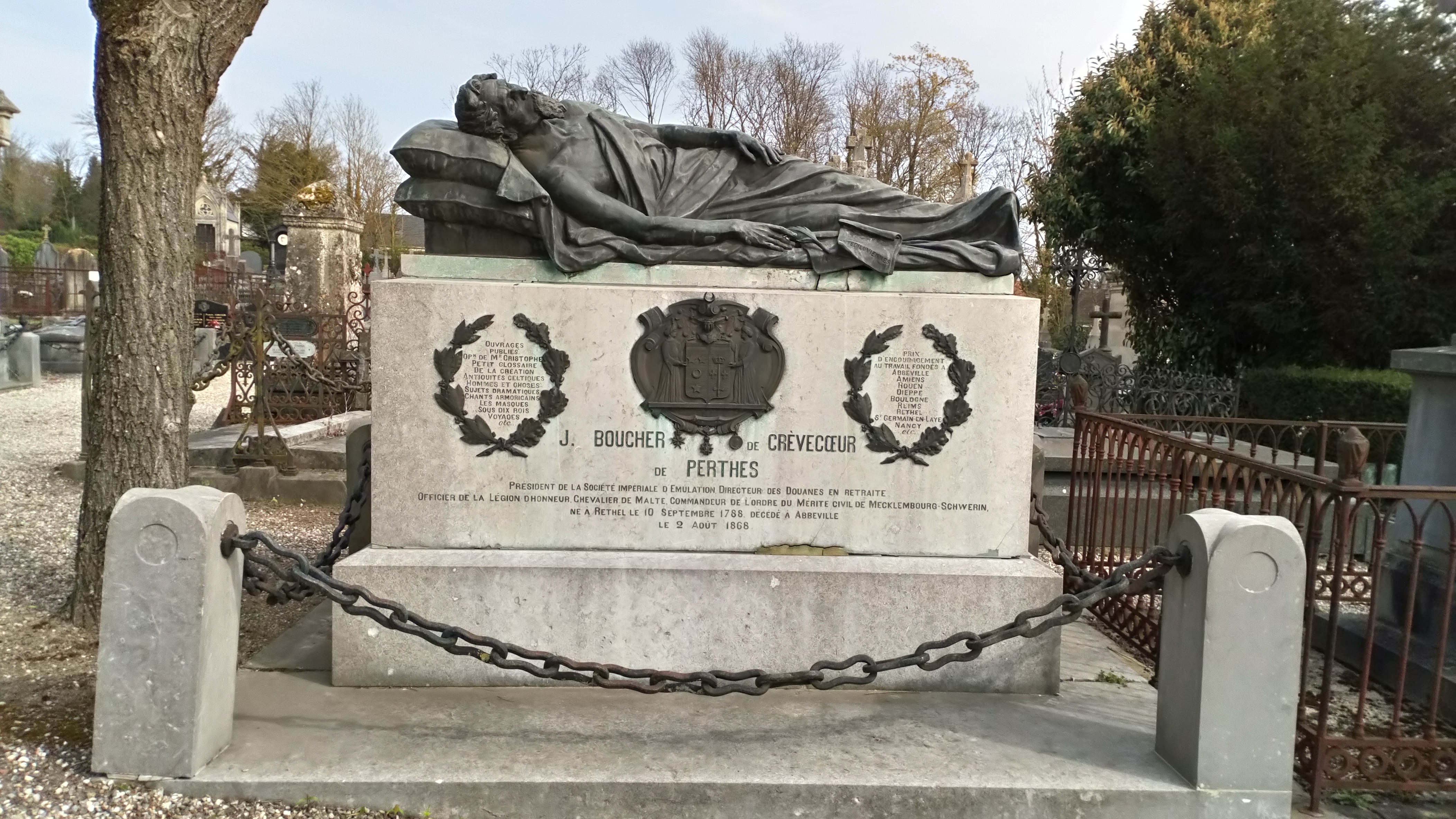
Вид на могилу.

- В 1964 году в городе Абвиле открылся музей древностей его имени.
- Его именем названы улицы в следующих городах: Амьен, Лилль, Мер-ле-Бен, Ретель, Рубе, Сен-Жермен-ан-Ле.
- В Лилле начальная школа носит его имя.